# Bandar Lampung
Bandar Lampung je hlavní a největší město indonéské provincie Lampung. Nachází se na jihu Sumatry. Bandar Lampung je třetí největší město na ostrově po Medanu a Palembangu. Město bylo původně nazýváno Tanjungkarang-Telukbetung, kvůli sjednocení dvou hlavních osad v Lampungu. Jako brána Sumatry je Bandar Lampung kulturně rozmanité město.
Rozloha tohoto města je asi 118,5 km² s počtem obyvatel 881 801 (podle sčítání lidu v roce 2010); nejnovější odhad obyvatelstva (pro rok 2015) činí 1 166 761.

## Doprava

### Letecká doprava
Bandar Lampung vlastní letiště Radin Inten II (TKG) v sousední oblasti Jižní Lampung. Do letiště je možné přijet městskou veřejnou dopravou, například autobusem a minibusem.

### Silniční doprava
Bandar Lampung má několik alternativ klasické silniční dopravy. Nejoblíbenější je minibus nazvaný angkot, zkratka od Angkutan Kota (doslovně přeloženo jako městská doprava). Angkoty jezdí po celém městě, provozují je soukromníci (poměrně levně). V současné době (2018) jezdí anagkoty na trasách Tanjung Karang - Garuntang, Tanjung Karang - Teluk Betung, Tanjung Karang - Rajabasa, Tanjung Karang - Sukarame, Tanjung Karang - Langkapura a mnoho dalších méně významných tras.
Dopravní kancelář Bandarlampung oznámila, že v říjnu 2011 bude v Sukarame sloužit na dvou ze sedmi plánovaných tras autobusem Rapid Transit - komplexu Rajabasa-Sukaraja a Sukaraja-Korpri.

### Železniční doprava
Stanice Tanjung Karang v Bandaru Lampungu je konečná stanice železniční dopravy z Palembangu, ačkoli železniční trať pokračuje až do přístavu Panjang a Tarahan.

## Vzdělání

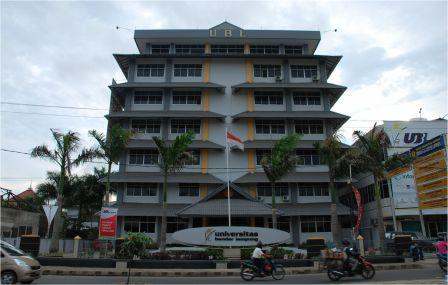
Univerzita v Bandar Lampungu (areál A)

V roce 2009 měli obyvatelé města Bandar Lampung míru gramotnosti 94,3 %, která se od roku 2005 mírně zvýšila z 93,5 %.
V Bandar Lampungu je několik významných vysokých škol a univerzit, například TSMP Negeri 2 Bandar Lampung, SMP Negeri 1 Bandar Lampung, SMA Negeri 9 Bandar Lampung (známá jako Smalan), SMA Negeri 1 Bandar Lampung SMA Al-Kautsar Bandar Lampung (soukromá), SMA Fransiskus Bandar Lampung (soukromá), SMA Xaverius Pahoman (katolická soukromá škola, místně známá jako Xavepa), Lampung University, Muhammadiyah University of Lampung (známá jako UML: Universitas Muhammadiyah Lampung) a Malahayati univerzita (soukromá). V březnu 2011 měla škola Unila 70 866 absolventů.

## Partnerská města
Město Bandar Lampung je partnerské (tzv. dražební) město s těmito zahraničními městy:
- Pekanbaru, Indonésie
- Kuantan, Malajsie
- Split, Chorvatsko